# 二ツ家
二ツ家（ふたつや）は、埼玉県北本市の町名。現行行政地名は二ツ家一丁目から二ツ家四丁目。郵便番号は364-0014。

## 地理
北本市南部に位置する。三丁目の一部と四丁目の全域が埼玉県道33号東松山桶川線の南に位置し、桶川市に入り込むような地勢になっている。中丸、下石戸上、下石戸下のほか桶川市の加納、西に隣接する。

## 歴史
- 1982年（昭和57年）8月1日 - 大字下石戸上、大字下石戸下のうち高崎線東部にあたる区域と大字北中丸のそれぞれ一部から地番整理を行い二ツ家一丁目〜四丁目が成立した[4]。名称は下石戸下の小字名に由来し、現在でも下石戸下の小字名にその名を残す。古くは「ふたつえ」と呼ばれた。

## 世帯数と人口
2017年（平成29年）3月31日現在の世帯数と人口は以下の通りである。
| 丁目         | 世帯数    | 人口    |
| ------------ | --------- | ------- |
| 二ツ家一丁目 | 1,144世帯 | 2,518人 |
| 二ツ家二丁目 | 297世帯   | 771人   |
| 二ツ家三丁目 | 195世帯   | 413人   |
| 二ツ家四丁目 | 408世帯   | 996人   |
| 計           | 2,044世帯 | 4,698人 |

## 小・中学校の学区
市立小・中学校に通う場合、学区は以下の通りとなる。
| 丁目         | 番地 | 小学校           | 中学校           |
| ------------ | ---- | ---------------- | ---------------- |
| 二ツ家一丁目 | 全域 | 北本市立東小学校 | 北本市立東中学校 |
| 二ツ家二丁目 | 全域 | 北本市立東小学校 | 北本市立東中学校 |
| 二ツ家三丁目 | 全域 | 北本市立東小学校 | 北本市立東中学校 |
| 二ツ家四丁目 | 全域 | 北本市立東小学校 | 北本市立東中学校 |

## 交通
この地域を通る埼玉県道33号東松山桶川線は、過去に二ツ家交差点と二ツ家踏切（現在は廃止）が近接しており、周辺ではたびたび渋滞が発生していた。首都圏中央連絡自動車道（圏央道）の開通により、並行する同県道も立体交差で高崎線の下を通ることとなり、渋滞は解消している。
二ツ家（特に南部）では、同市内の北本駅よりも桶川駅を利用する場合がある。桶川駅と北本駅は4.6キロと距離が離れていることから、この近辺に新駅「みなみ北本駅（仮称）」を設置する計画が北本市にあった（高崎線#新駅構想も参照）。

## 地域

### 公園
- みどり公園
- 二ツ家1丁目公園
- 二ツ家2丁目公園
- 三井団地公園
- 北本圏央道上部公園
- シティハウス公園
- 二ツ家交通安全子供広場

### 施設
地区の南部を中心に数多くの商業施設や民間施設が立地する。
- 鴻巣警察署二ツ家交番
- 北本市南部公民館
  - 北本市立図書館南部分室
  - 北本市南部学習センター
- 桶川北本伊奈地区医師会立准看護婦学校
- 北本東幼稚園
- 北本二ツ家郵便局
- スマイル保育園
- 北本二ツ家住宅